# Vazamento de óleo no Paraná em 2000
O vazamento de óleo ocorrido em 2000 na Refinaria Presidente Vargas (Repar), operada pela Petrobras e localizada na cidade de Araucária (Paraná), é considerado o maior vazamento de petróleo em território continental já ocorrido no Brasil. Foram derramados cerca de 4 milhões de litros de petróleo, que atingiram uma área de 17,7 hectares e afetaram o rio Barigui, rio Iguaçu e os lençóis freáticos da região.

## Descrição do acidente
O vazamento ocorreu durante a tarde do dia 18 de julho de 2000 e permaneceu durante o período de duas horas, tempo decorrido até que a ruptura fosse percebida. O derramamento percorreu então uma trajetória de 2.800 metros dentro da refinaria até atingir o rio Barigui e, em seguida, o rio Iguaçu. A Petrobras e o Governo do Estado do Paraná mobilizaram equipes de emergência para combater o acidente por meio da utilização de boias para contenção do óleo e contratação de pessoal especializado, incluindo técnicos da norte-americana que atuou após o vazamento de óleo na Baía de Guanabara em 2000. Até o início da noite posterior ao acidente, a mancha de óleo cru nos rios possuía espessura de cinco centímetros e havia percorrido 44 quilômetros, atingindo o distrito de Balsa Nova na Região Metropolitana de Curitiba.
Em comissão formada por profissionais da Petrobras, professores da UFRJ e da UFPR, foi avaliado que o evento ocorreu devido a falha humana e inobservância de procedimentos operacionais. Segundo a investigação, o operador da refinaria não realizou a abertura de uma válvula que possibilitaria a entrada de óleo bombeado, a partir do terminal de São Francisco do Sul (SC), até um dos dez tanques da Repar. Esse fato provocou o aumento excessivo da pressão do sistema e o rompimento de uma junta de expansão, concretizando assim a ruptura do oleoduto. Por outro lado, o relatório desenvolvido pela comissão mista de investigação do Conselho Federal de Engenharia e Agronomia (CREA) do Paraná indica que "falhas e/ou fragilidades estruturais e organizacionais, o que inclui as decisões gerenciais, explicam não somente este acidente, mas, com efeito, todos os demais ocorridos na Petrobras nos últimos anos”.

## Consequências
Diferentemente do derramamento de óleo combustível ocorrido há poucos meses na Baía do Rio de Janeiro, o vazamento no Paraná foi de óleo cru, que é mais prejudicial ao meio ambiente. Estima-se que os quase 4 milhões de litros de petróleo se dispersaram por cerca de 100 quilômetros, atingindo regiões de Área de Preservação Permanente (APP) do bioma Mata Atlântica e causando danos à água, ar, fauna e flora destas localidades. De acordo com avaliação de ambientalistas, a lentidão na identificação do vazamento e na instalação das primeiras barreiras no rio Iguaçu, assim como sua baixa efetividade para absorção do óleo derramado, aumentou a extensão dos danos ambientais.
A gestão da Repar afirmou, por outro lado, que a recuperação ambiental foi efetiva, tendo finalizado a emergência em cerca de nove dias por meio da coleta de todo óleo e limpeza dos rios e propriedades próximas. Além disso, complementa dizendo que os efeitos após dois anos do ocorrido são praticamente imperceptíveis. Tais fato não estariam ainda completamente confirmados pelo Instituto Ambiental do Paraná (hoje nomeado Instituto Água e Terra), que alegou não existirem estudos conclusivos sobre isso à época.
Segundo avaliações de outros especialistas, no entanto, não é simples distinguir os efeitos remanescentes do ocorrido ao longo dos anos, devido à contínua degradação ambiental dessa região.

## Reparação do incidente
Em 2013 a Petrobras foi sentenciada pela 11ª Vara Federal de Curitiba, em ação conjunta do Ministério Público Federal, Ministério Público do Paraná e o Instituto Ambiental do Paraná, a pagar cerca de R$610 milhões em indenizações (sem considerar juros e correção monetária) e realizar a reparação das áreas afetadas. A empresa estatal recorreu da decisão ao Tribunal Regional Federal da 4ª Região naquele ano, mas em 2019 teve a condenação confirmada pelo mesmo Tribunal. Deste valor total, R$100 milhões são devidos a "danos irreversíveis" ás águas subterrâneas, R$400 milhões por danos morais à população local, R$100 milhões em decorrência dos impactos à flora local e mais R$10 milhões pelos danos à vida marinha. Todos esses valores estarão sujeitos a correção pelo INPC a partir da data da sentença e juros moratórios de 1% ao mês após a data do acidente.
O valor da sentença será destinado ao Fundo Estadual do Meio Ambiente, criado pelo governo do Estado do Paraná no ano 2000 para financiamento de projetos de controle, prevenção e reparação ambiental. Além dos pagamentos, o julgamento determina que a Petrobras deverá empenhar esforços na recuperação completa da flora local, realizando monitoramento contínuo e planos de recuperação da vegetação que envolve a área. Especialmente, a mata ciliar no entorno do rio Iguaçu deverá ser recomposta até a localidade de União da Vitória, há mais de 200 quilômetros da cidade de Araucária.
A empresa estatal afirma ter se mobilizado voluntariamente desde o momento do acidente para tomar as ações necessárias para a devida recuperação ambiental. Além disso, complementa que foram "implementados diversos programas com o objetivo de aumentar a segurança operacional do transporte por dutos, os quais colocaram a Petrobras como referência mundial nesse quesito, eliminando consideravelmente as chances de ocorrência de situações semelhantes".